# Резолюція Ради Безпеки ООН 42
Резолюція Ради Безпеки ООН 42, була прийнята 5 березня 1948 року, та закликала постійних членів Ради консультуватися та інформувати її про поточну ситуацію в Палестині та надавати рекомендації Палестинській комісії Організації Об'єднаних Націй . Резолюція також закликала всі уряди і народи, особливо регіональні та ті, що знаходяться біля Палестини, допомогти в ситуації, що склалася, будь-якими можливими способами.
Резолюція була прийнята вісьмома голосами "за" при утриманих Аргентині, Сирії та Сполученому Королівстві .